# Западные горы Кхаси
Западные горы Кхаси (англ. West Khasi Hills) — округ в индийском штате Мегхалая. Административный центр — город Нонгстоин. Площадь округа — 5247 км². По данным всеиндийской переписи 2001 года население округа составляло 296 049 человек. Уровень грамотности взрослого населения составлял 65,1 %, что немного выше среднеиндийского уровня (59,5 %). Доля городского населения составляла 11,7 %. На территории округа расположен водопад Лангшианг (третий по высоте в Индии).